# Свига
Свига́ — річка в Україні, у межах Шосткинського району Сумської області. Ліва притока Десни (басейн Дніпра).

## Опис
Довжина річки 50 км, площа басейну 611 км². Долина трапецієподібна, завширшки до 4 км, завглибшки до 15 м. Заплава двобічна, завширшки до 300 м, місцями заболочена (особливо в нижній течії). Річище слабозвивисте, завширшки до 5 м. Похил річки 1 м/км. Споруджено декілька ставків.

## Розташування
Свига бере початок на північ від села Кам'янки. Тече спершу на північ, далі повертає на захід і (частково) на північний захід, у нижній течії — на південний захід і захід. Впадає до Десни на південний захід від села Боровичів.
Найбільша притока: Маківка, Бичиха (ліва).